# Обмежена функція

Схематична ілюстрація обмеженої функції (червона) та необмеженої функції (синя). Інтуїтивно зрозуміло, що графік обмеженої функції залишається в межах горизонтальної смуги, тоді як графік необмеженої функції - ні.

У математиці функція f, визначена на деякій множині X з дійсними або комплексними значеннями, називається обмеженою, якщо множина її значень обмежена. Іншими словами, існує дійсне число M таке, що
{\displaystyle |f(x)|\leq M}
для всіх x у X. Функція, яка не є обмеженою, називається необмеженою.
Якщо f є дійсним значенням і f ( x ) ≤ A для всіх x у X, тоді функція називається обмеженою зверху A. Якщо f ( x ) ≥ B для всіх x у X, то функція називається обмеженою знизу B. Дійсна функція обмежена тоді і лише тоді, коли вона обмежена зверху та знизу.
Важливим особливим випадком є обмежена послідовність, де X приймається як множина N натуральних чисел . Таким чином, послідовність f = ( a 0, a 1, a 2, ...) обмежена, якщо існує дійсне число M таке, що
{\displaystyle |a_{n}|\leq M}
для кожного натурального числа n . Сукупність усіх обмежених послідовностей утворює простір послідовностей {\displaystyle l^{\infty }} .
Визначення обмеженості можна узагальнити на функції f : X → Y приймає значення в більш загальному просторі Y, якщо відображення f (X) обмежена множина у Y.

## Суміжні поняття
Слабшим за обмеженість поняттям є поняття локальної обмеженості. Сімейство обмежених функцій може бути рівномірно обмеженим.
Обмежений оператор T : X → Y не є обмеженою функцією у значенні визначення цієї сторінки (якщо T = 0 ), але має слабшу властивість зберігати обмеженість: Обмежені множини M ⊆ X відображаються в обмежені множини T (M) ⊆ Y. Це визначення можна поширити на будь-яку функцію f : X → Y, якщо X і Y допускають поняття обмеженої множини. Обмеженість також можна визначити графічно.

## Приклади
- Функція sin : R → R обмежена.
- Функція {\displaystyle f(x)=(x^{2}-1)^{-1}} визначена для всіх дійсних x, крім −1 та 1 необмежена. Коли x наближається до -1 або 1, значення цієї функції зростають щораз більше. Цю функцію можна зробити обмеженою, якщо розглядати її на відрізку, наприклад, [2, ∞) або (−∞, −2].

- Функція {\textstyle f(x)=(x^{2}+1)^{-1}} визначена для всіх дійсних х обмежена.
- Арктангенс оберненої тригонометричної функції, який визначається як: y = arctan(x) або x = tan(y), збільшується для всіх дійсних чисел x і обмежується знаками -π/2 < y <π/2 радіана
- Кожна неперервна функція f : [0, 1] → R обмежена. Більш загально, будь-яка неперервна функція з компактного простору в метричний простір обмежена.
- Усі комплекснозначущі функції f : C → C, які цілі, є або необмеженими, або постійними як наслідок теореми Ліувілля. Зокрема, комплексна функція sin : C → C є необмежена, оскільки вона повна.
- Функція f, яка приймає значення 0 для x раціонального числа і 1 для x ірраціонального числа (пор. Функція Діріхле ) обмежена. Таким чином, функція не повинна бути "гарною", щоб бути обмеженою. Набір усіх обмежених функцій, визначених на [0, 1], набагато більший, ніж набір неперервних функцій на цьому інтервалі.